# ایسوم
ایسوم (به آلمانی: Issum) یک شهر در آلمان است که در Kleve واقع شده‌است. ایسوم ۱۲٬۱۶۱ نفر جمعیت دارد.

## خواهرخوانده
شهر Sevelen خواهرخواندهٔ ایسوم هست.